# Fujikawaguchiko
Fujikawaguchiko (富士河口湖町, Fujikawaguchiko-machi) é uma localidade na prefeitura de Yamanashi, parte central de Honshu, no Japão. Conforme as estimativas, em novembro de 2015, a cidade possuía 25 742 habitantes e uma densidade populacional de 162 habitantes por km2. A área total é de 158,40 km².

## Geografia
Fujikawaguchiko localiza-se ao sul da prefeitura de Yamanashi, aos pés do Monte Fuji e compartilha o Lago Kawaguchi, um dos Cinco lagos de Fuji, com a localidade de Minobu. É a localidade com altitude mais elevada no Japão: 875 metros.

## Clima
Fujikawaguchiko apresenta um clima continental úmido (Köppen Dfa), com características do clima subtropical úmido (Köppen Cfa) e do clima oceânico (Köppen Cfb).
| Dados climáticos para Fujikawaguchiko, Japão (1981-2010) | Dados climáticos para Fujikawaguchiko, Japão (1981-2010) | Dados climáticos para Fujikawaguchiko, Japão (1981-2010) | Dados climáticos para Fujikawaguchiko, Japão (1981-2010) | Dados climáticos para Fujikawaguchiko, Japão (1981-2010) | Dados climáticos para Fujikawaguchiko, Japão (1981-2010) | Dados climáticos para Fujikawaguchiko, Japão (1981-2010) | Dados climáticos para Fujikawaguchiko, Japão (1981-2010) | Dados climáticos para Fujikawaguchiko, Japão (1981-2010) | Dados climáticos para Fujikawaguchiko, Japão (1981-2010) | Dados climáticos para Fujikawaguchiko, Japão (1981-2010) | Dados climáticos para Fujikawaguchiko, Japão (1981-2010) | Dados climáticos para Fujikawaguchiko, Japão (1981-2010) | Dados climáticos para Fujikawaguchiko, Japão (1981-2010) |
| Mês                                                      | Jan                                                      | Fev                                                      | Mar                                                      | Abr                                                      | Mai                                                      | Jun                                                      | Jul                                                      | Ago                                                      | Set                                                      | Out                                                      | Nov                                                      | Dez                                                      | Ano                                                      |
| -------------------------------------------------------- | -------------------------------------------------------- | -------------------------------------------------------- | -------------------------------------------------------- | -------------------------------------------------------- | -------------------------------------------------------- | -------------------------------------------------------- | -------------------------------------------------------- | -------------------------------------------------------- | -------------------------------------------------------- | -------------------------------------------------------- | -------------------------------------------------------- | -------------------------------------------------------- | -------------------------------------------------------- |
| Média alta °C (°F)                                       | 5.3 (41.5)                                               | 6.1 (43)                                                 | 9.7 (49.5)                                               | 15.9 (60.6)                                              | 19.9 (67.8)                                              | 22.6 (72.7)                                              | 26.5 (79.7)                                              | 27.6 (81.7)                                              | 23.3 (73.9)                                              | 17.8 (64)                                                | 13.3 (55.9)                                              | 8.4 (47.1)                                               | 16.37 (61.45)                                            |
| Média diária °C (°F)                                     | −0.6 (30.9)                                              | 0.2 (32.4)                                               | 3.6 (38.5)                                               | 9.3 (48.7)                                               | 13.9 (57)                                                | 17.4 (63.3)                                              | 21.3 (70.3)                                              | 22.1 (71.8)                                              | 18.4 (65.1)                                              | 12.4 (54.3)                                              | 7.1 (44.8)                                               | 2.0 (35.6)                                               | 10.59 (51.06)                                            |
| Média baixa °C (°F)                                      | −6.2 (20.8)                                              | −5.2 (22.6)                                              | −1.7 (28.9)                                              | 3.3 (37.9)                                               | 8.5 (47.3)                                               | 13.2 (55.8)                                              | 17.5 (63.5)                                              | 18.0 (64.4)                                              | 14.6 (58.3)                                              | 7.9 (46.2)                                               | 1.7 (35.1)                                               | −3.4 (25.9)                                              | 5.68 (42.23)                                             |
| Média precipitação mm (pol.)                             | 54.6 (2.15)                                              | 57.4 (2.26)                                              | 102.2 (4.024)                                            | 105.0 (4.134)                                            | 123.7 (4.87)                                             | 161.9 (6.374)                                            | 162.7 (6.406)                                            | 249.9 (9.839)                                            | 252.9 (9.957)                                            | 176.9 (6.965)                                            | 78.6 (3.094)                                             | 42.4 (1.669)                                             | 1 568,2 (61,742)                                         |
| Queda de neve média cm (pol.)                            | 33 (13)                                                  | 30 (11.8)                                                | 26 (10.2)                                                | 4 (1.6)                                                  | 0 (0)                                                    | 0 (0)                                                    | 0 (0)                                                    | 0 (0)                                                    | 0 (0)                                                    | 0 (0)                                                    | 0 (0)                                                    | 8 (3.1)                                                  | 101 (39.7)                                               |
| Média umidade relativa (%)                               | 62                                                       | 63                                                       | 67                                                       | 68                                                       | 73                                                       | 80                                                       | 81                                                       | 80                                                       | 82                                                       | 80                                                       | 73                                                       | 65                                                       | 73                                                       |
| Média mensal horas de sol                                | 204.0                                                    | 181.8                                                    | 176.1                                                    | 181.9                                                    | 170.3                                                    | 123.3                                                    | 143.2                                                    | 164.0                                                    | 116.7                                                    | 136.6                                                    | 161.1                                                    | 196.4                                                    | 1 955,4                                                  |
| Fonte:                                                   |                                                          |                                                          |                                                          |                                                          |                                                          |                                                          |                                                          |                                                          |                                                          |                                                          |                                                          |                                                          |                                                          |

## Atrações locais
- Cinco lagos de Fuji
- O som dos pássaros silvestres no Lago Sai foi designado uma das 100 paisagens sonoras do Japão pelo ministério do Meio Ambiente desse país.[3]